# Désiré-Marie Maistral
Désiré-Marie Maistral ( Quimper, 25 de outubro de 1764 - Brest, 17 de agosto de 1842) foi um oficial da Marinha francesa. Ele participou na Guerra da Independência Americana e nas Guerras Revolucionárias Francesas.

## Carreira
Désiré-Marie Maistral nasceu filho de François Louis Maistral, um médico, e de sua esposa Françoise Yvonne Bouisse. Ele era irmão de Esprit-Tranquille Maistral. Maistral ingressou na Marinha ainda menino em 9 de junho de 1776.
Ele participou na Guerra Revolucionária Americana, servindo no Diadème sob o comando do Almirante d'Estaing. Em 1782, ele foi nomeado para o Réfléchi.
Em 30 de setembro de 1782, Maistral foi promovido a tenente de fragata e nomeado para servir no Provença.
Em 1 de janeiro de 1792, foi promovido a tenente e recebeu o comando da fragata Fortunée. Ele participou da Ação de 22 de outubro de 1793, e afundou o seu navio, incendiando-o, para evitar que ela caísse nas mãos dos britânicos no final do Cerco de Bastia.
Feito prisioneiro pelos britânicos, Maistral foi promovido a Comandante em 21 de março de 1796, enquanto estava em cativeiro. Depois de ser libertado, ele serviu como primeiro oficial no Républicain e no Hoche, participando na Expedição francesa à Irlanda. Maistral foi ferido quando Hoche foi capturado por uma divisão britânica na Batalha da Ilha Tory e foi feito prisioneiro novamente. Ele foi libertado em liberdade condicional em 24 de setembro de 1799 e promovido a Capitão de 2ª Classe em 14 de dezembro de 1799, para assumir o comando do Monte Branco.
Nos anos seguintes, Maistral capitaneou o Terrible, Consolante, Uranie e Hermione . Ele aposentou-se em 1817.